# Luehea burretii
Luehea burretii är en malvaväxtart som beskrevs av M.C.S. Cunha. Luehea burretii ingår i släktet Luehea och familjen malvaväxter. Inga underarter finns listade i Catalogue of Life.